# Fregaty rakietowe typu F-22P Zulfiquar
Fregaty rakietowe typu F-22P Zulfiquar (Pol: Miecz - Zulfikar) – seria czterech fregat rakietowych Marynarki Pakistanu, zbudowanych w Chinach, wzorowanych na projekcie 053H3 Jiangwei II. Okręty przystosowane są zarówno do zwalczania okrętów nawodnych i podwodnych jak i pełnienia zadań obrony przeciwlotniczej. Kontrakt na cztery fregaty o wartości 750 mln USD podpisano w 2006 roku, pierwsze trzy okręty zbudowano w Chinach, a czwarty w ramach transferu technologii w Pakistanie. Każdy z okrętów kosztował po 175 mln USD, a wraz z nimi zakupiono śmigłowce pokładowe ZOP typu Harbin Z-9EC.
Były pierwszymi nowo zbudowanymi większymi okrętami nawodnymi marynarki Pakistanu

## Okręty
| Nazwa         | Numer | Położenie stępki     | Wodowanie            | Wejście do służby |
| ------------- | ----- | -------------------- | -------------------- | ----------------- |
| PNS Zulfiquar | 251   | 12 października 2006 | 5 kwietnia 2008      | 19 września 2009  |
| PNS Shamsheer | 252   | 13 lipca 2007        | 31 października 2008 | 19 grudnia 2009   |
| PNS Saif      | 253   | 4 listopada 2008     | 28 maja 2009         | 15 sierpnia 2010  |
| PNS Aslat     | 254   | 10 grudnia 2009      | 16 czerwca 2011      | 17 kwietnia 2013  |

## Uzbrojenie

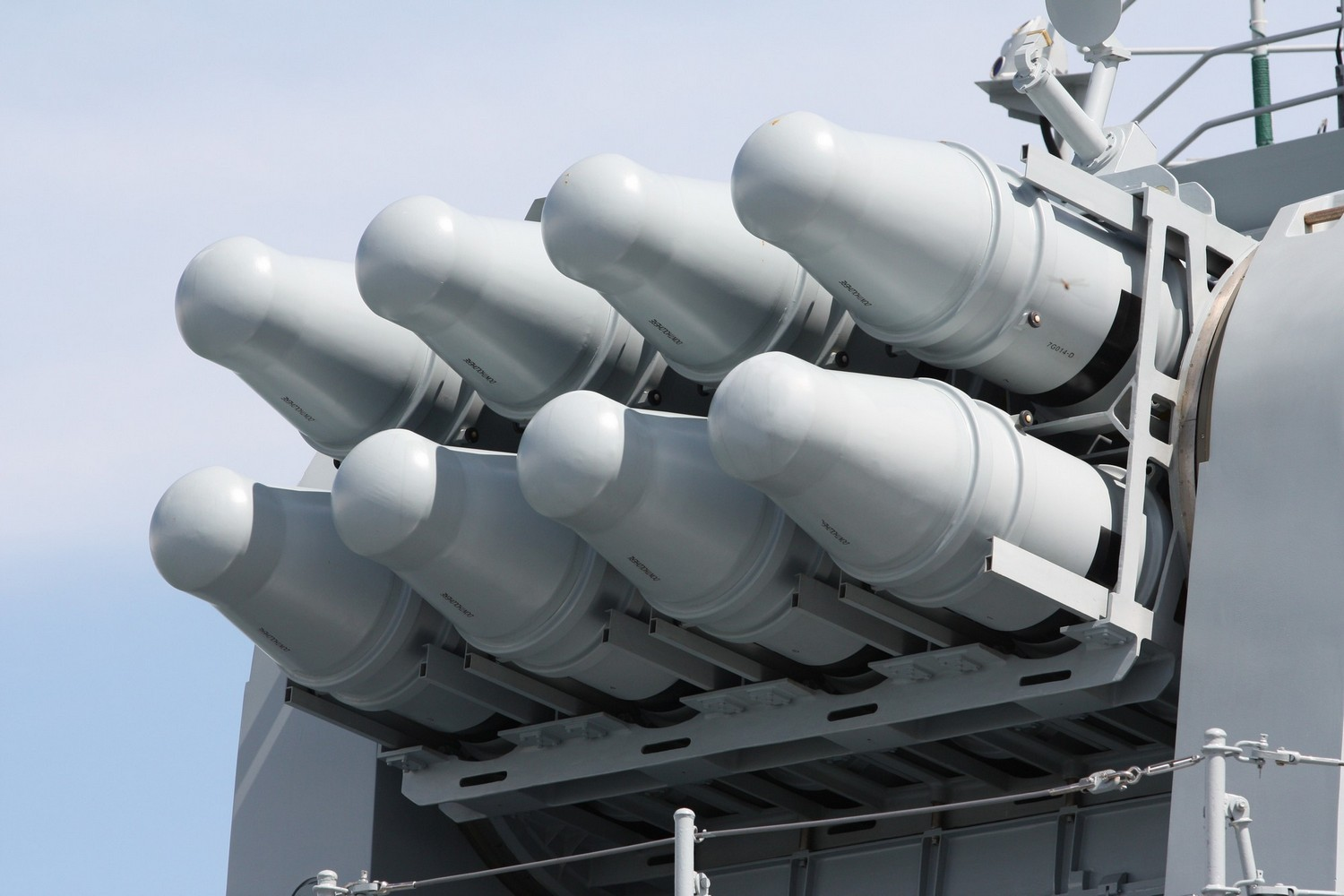
zestaw plot FM-90N
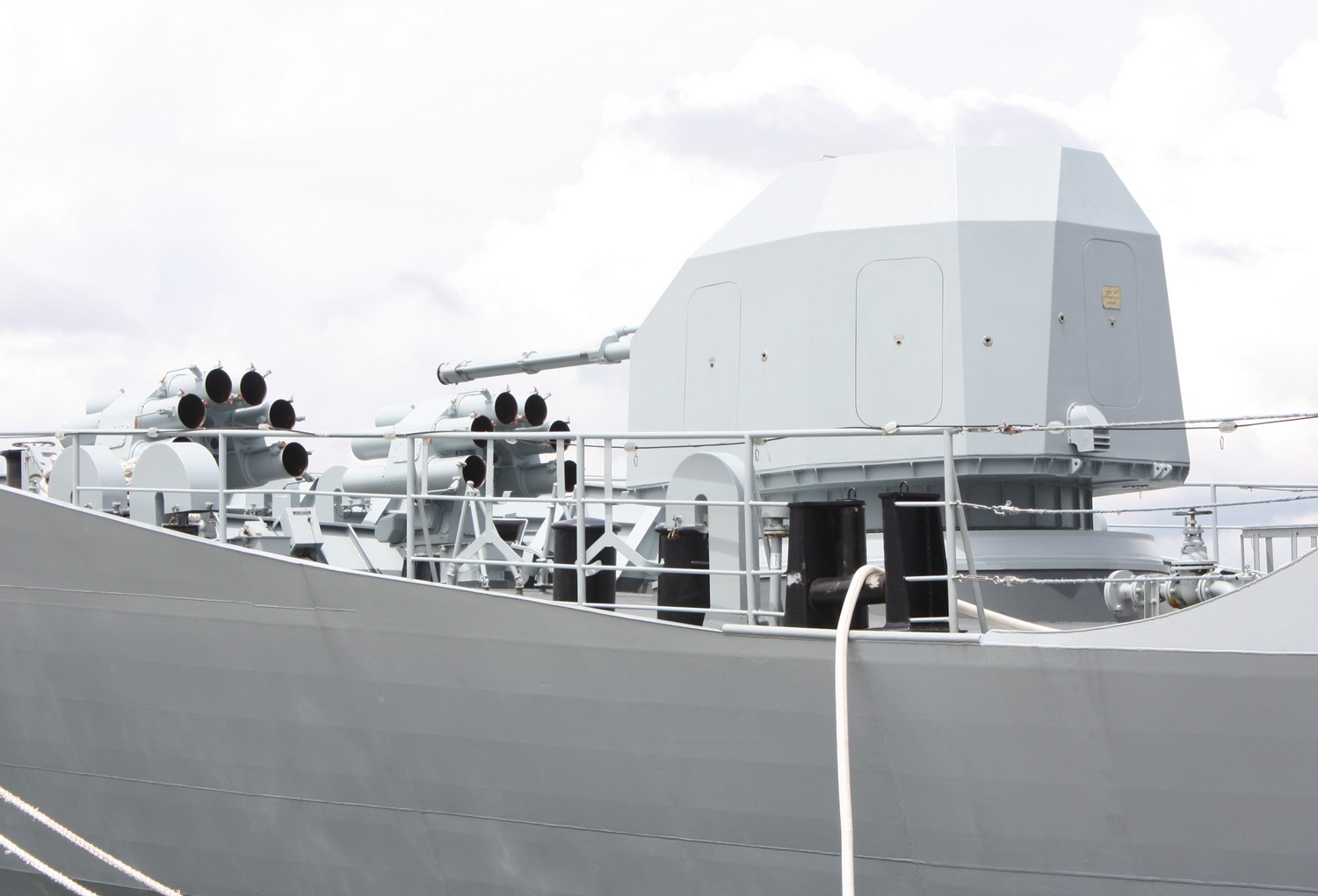
armata 76mm i rakietotorpedy RDC-32
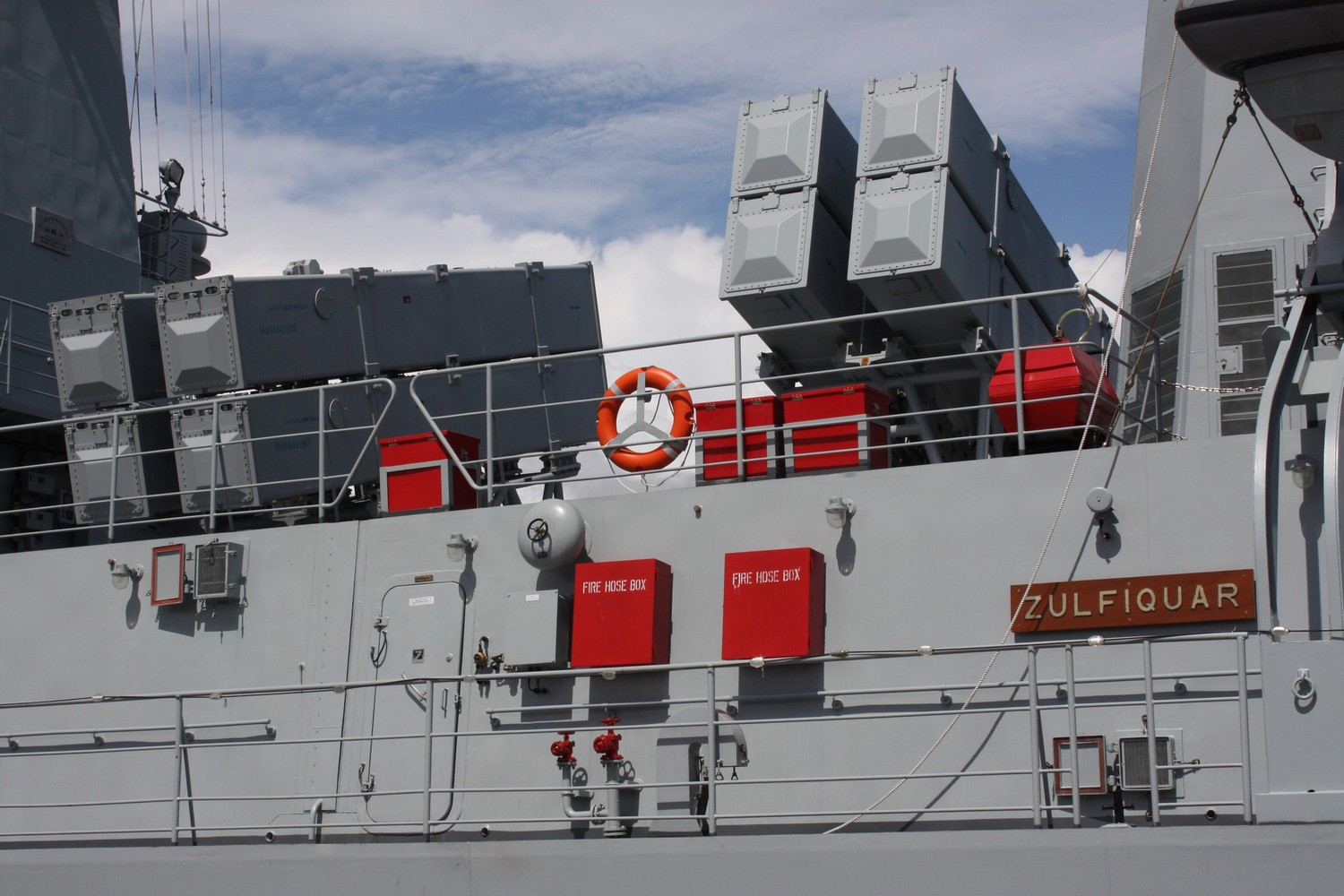
pociski przeciwokretowe C-802
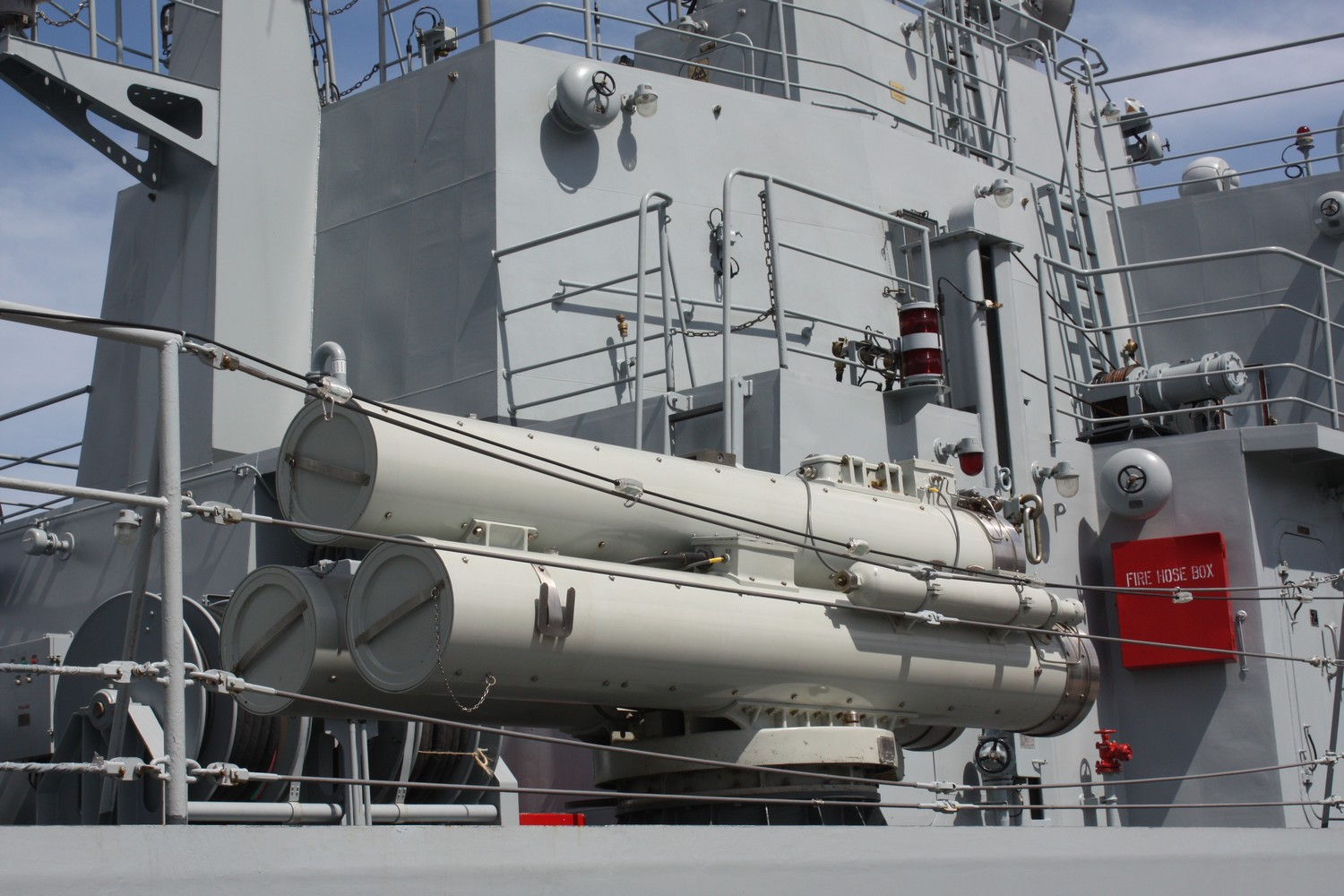
324mm torpedy ET-52C

## Galeria

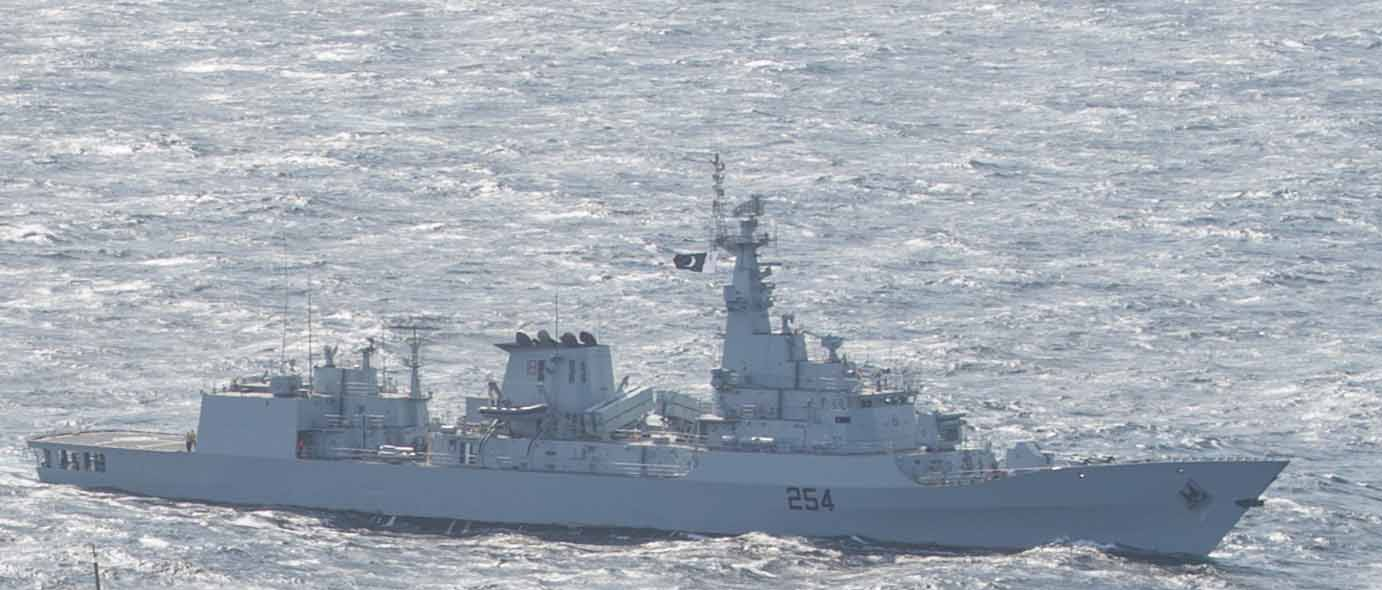
PNS „Aslat”